# آشیل امانا
آشیل امانا (انگلیسی: Achille Emaná؛ زادهٔ ۵ ژوئن ۱۹۸۲) یک بازیکن فوتبال اهل کامرون است.
وی همچنین در تیم ملی فوتبال کامرون بازی کرده‌است.